# Шевцов, Василий Никитович
{{Военный деятель
Васи́лий Ники́тович Шевцо́в (30 ноября 1914, Колыбелка, Воронежская губерния — 8 мая 1999, Колыбелка, Воронежская область) — майор Советской Армии, участник Великой Отечественной войны, Герой Советского Союза (1943). Командир батальона 615-го стрелкового полка, 167-я стрелковая дивизия, 38-я армия, Воронежский фронт.

## Биография
Родился в слободе Колыбелка Острогожского уезда (ныне село в Колыбельском сельском поселении, Лискинский район, Воронежская область) в семье крестьянина. Русский. Окончил 6 классов. Работал трактористом в совхозе. Член КПСС с 1943 года.
В Красной Армии с 1936 года. Окончил курсы младших лейтенантов в 1939 году. Участник Хасанских боёв 1938 года.
С октября 1941 года на фронтах Великой Отечественной войны. В ночь на 25 сентября 1943 года во главе батальона форсировал Днепр в районе села Вышгород (ныне город Киевской области) и две недели до 10 октября удерживал занимаемый рубеж, обеспечивая форсирование реки полком.
Указом Президиума Верховного Совета СССР от 29 октября 1943 года Шевцову Василию Никитовичу присвоено звание Героя Советского Союза с вручением ордена Ленина и медали «Золотая Звезда».
В 1945 году окончил курсы «Выстрел». С 1946 — в запасе в звании майора. Жил в селе Колыбелка, работал заведующим отделом Лискинского райисполкома, председателем сельсовета. Умер 8 мая 1999 года, похоронен на родине.
Награждён орденом Ленина, двумя орденами Отечественной войны 1 степени, медалями.

## Семья
Дочь — Татьяна Васильевна Петриёва, учитель русского языка и литературы в Колыбельской школе.